# Mangfallplatz (Metro de Múnich)

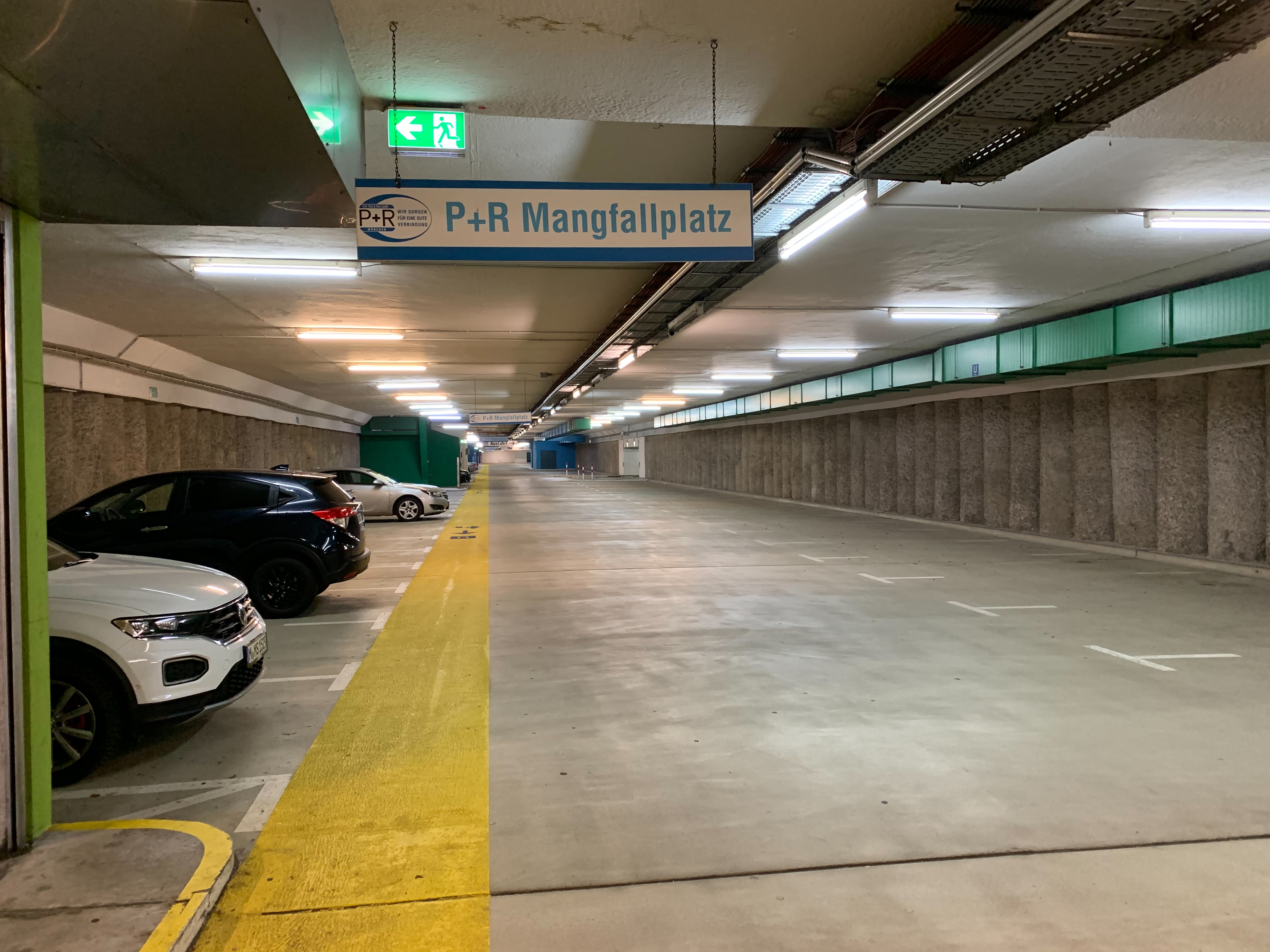
Aparcamiento disuasorio (P+R) localizado junto a la estación

Mangfallplatz es una estación del metro de Múnich en la línea U1, de la cual es el terminal. Abierta el 9 de noviembre de 1997, es la estación localizada más al sur de la línea.
Al sur de la estación se encuentra el bosque Perlacher, un área recreativa popular de Múnich. Al nordeste están los antiguos barracones McGraw del ejército estadounidense.
La estación cuenta con una instalación subterránea de P+R.